# پناهگاه حیات وحش یخاب
پناهگاه حیات وحش یخاب یک پناهگاه حیات وحش با مساحت ۲۷۰۶۵۳ هکتار است که در استان اصفهان در ایران قرار دارد. این پناهگاه حیات وحش طبق مصوبهٔ شمارهٔ ۶۰۷ در تاریخ ۱۳۹۶/۶/۲ در فهرست مناطق تحت حفاظت سازمان محیط زیست ایران قرار گرفت.

## تاریخچه حفاظت
منطقه یخاب از سال ۱۳۶۰ با راه‌اندازی اداره حفاظت محیط زیست شهرستان کاشان تحت نظارت و کنترل آن اداره قرار گرفت و از آبان ماه سال ۱۳۸۹ با راه اندازی اداره حفاظت محیط زیست شهرستان آران و بیدگل مسئولیت نظارت بر این منطقه بر عهده این اداره قرار گرفته و با پیگیری‌های انجام شده در اوایل سال ۱۳۹۲ رسماً به عنوان منطقه شکارممنوع و از سال ۱۳۹۶ نیز به عنوان پناهگاه حیات وحش معرفی شد.